# NGC 2809
NGC 2809 este o galaxie lenticulară situată în constelația Racul. A fost descoperită în 24 februarie 1827 de către John Herschel. Se află la o distanță de 118,6 megaparseci de Pământ.